# Tullio Grassi
Tullio Grassi (1910. február 5. – 1985. november 8.) svájci labdarúgócsatár, edző.